# Ostfriesische Ritterschaft
Die Ostfriesische Ritterschaft war der ehemals erste Stand der Ostfriesischen Landschaft. Nach Abschaffung der Ständeprivilegien ist sie heute als Verein organisiert.

## Geschichte
Herrschaft und Gesellschaftsentwicklung nahmen in Ostfriesland eine grundlegend andere Entwicklung als anderswo in Mitteleuropa. So konnte sich weder ein flächendeckendes Herrschaftssystem etablieren noch akzeptierten die Ostfriesen vor dem 15. Jahrhundert die gegenständlichen Attribute von Ritterschaft und Adel. Ab dem 13. Jahrhundert zerfiel die Friesische Freiheit zusehends. Die Entwicklung verlief dabei in den einzelnen Landesgemeinden höchst unterschiedlich. Während einige bereits früh in die Abhängigkeit lokaler Familien gerieten, bewahrten sich andere noch ihre republikanische Verfassung. Erste Ansätze lokaler Herrschaftsausbildung und den damit einhergehenden Bau von Burgen versuchten die Landesgemeinden noch mit einem Verbot zu verhindern. Die Ostfriesische Ritterschaft bildete sich im 15. Jahrhundert als Landstand heraus. Im weiteren Verlauf des 14. Jahrhunderts sorgten Ereignisse wie etwa der Ausbruch der Pest und große Sturmflutkatastrophen für eine weitere Destabilisierung der Verhältnisse. Dabei konnten die besitzenden Familien die Schäden wohl eher verkraften als ärmere Familien und wurden so immer mächtiger. Schließlich schufen sie ein Herrschaftssystem, in dem sie als „Häuptlinge“ (hovedlinge) die Macht über mehr oder weniger weite Gebiete an sich rissen. So bildete sich die Ostfriesische Ritterschaft ab dem 15. Jahrhundert allmählich als Landstand heraus. Schon früh war er nach Besitz und Ansehen in zwei Schichten gegliedert. So gab es die Besitzer der Herrlichkeiten, die als Nachfolger der Ostfriesischen Häuptlinge über größere Ländereien herrschten und dort Jurisdiktionsrechte hatten. Der übrige Teil des Adels besaß nur adlige Güter. Diese sind wohl aus den „edelen Herden“, also Höfen von Großbauern des Mittelalters hervorgegangen, die zur Ausübung des Richteramts qualifizierten. Beide Schichten genossen auf ihren selbst bewirtschafteten Höfen Steuerfreiheit. Obwohl in der Ständeversammlung rechtlich nicht zwischen beiden Schichten unterschieden wurde, dominierten die Herrlichkeitsbesitzer die Politik. Eine weitere Schicht, die aber dem dritten Stand zugerechnet wurde, bildeten ehemalige Häuptlinge, die ihren Titel nicht halten konnten. Sie waren in der Regel vermögender und hatten größeren Grundbesitz als die Bauern und wurden Herschoppen genannt.
In den folgenden Jahrhunderten war die Mitgliedschaft in der Ostfriesischen Ritterschaft auf einen festen Bestand von Gütern begrenzt, deren Besitzer stimmberechtigt waren. Der Stand war damit relativ abgeschlossen, neue Mitglieder konnten nur durch Erbe oder durch Verleihung des Rittertitels durch die jeweiligen Landesherren hinzukommen. Noch in Verfassungsurkunde für die Ostfriesische Landschaft vom 5. Mai 1846 heißt es in der § 21: „Der zur Aufnahme in die Ostfriesische Ritterschaft erforderliche adlige Stand muss entweder ererbt oder von der hiesigen Landesherrschaft verliehen sein“. Erst die neue Verfassung der Ostfriesischen Landschaft von 1942 kennt die Ritterschaft nicht mehr. Sie ist inzwischen als Verein organisiert.